# Johann Christian Luther
Johann Christian Luther (* 20. Maijul. / 1. Juni 1804greg. in Reval, Gouvernement Estland; † 16. Julijul. / 28. Juli 1853greg. ebenda) war ein deutschbaltischer lutherischer Theologe.

## Leben

### Herkunft und Familie
Luther wurde als Sohn des Kaufmanns und Ratsherren Christian Wilhelm Luther sen. (1774–1841) in Reval im russischen Gouvernement Estland geboren. Sein Bruder war der estländische Industrielle Alexander Martin Luther (1810–1876), der später Vorsteher der Kirchengemeinde der Revaler Nikolaikirche war.
Luther heiratete in erster Ehe seine Cousine Friederike Amalie Luther (1807–1837). Ihr Vater Dietrich Martin Luther war Ältermann der Großen Gilde in Reval. Seine beiden Schwager waren die lutherischen Geistlichen Theodor Dietrich Witgenstein Luther (1812–1869) und Robert Johann Dietrich Luther (1816–1888).
Luthers zweite Ehefrau war nach dem Tod von Friedericke Amalie die Estländerin Luise Gertrude Felicius.

### Werdegang
Johann Christian Luther besuchte in Reval zunächst die Kreisschule, anschließend von 1817 bis 1823 das Gouvernements-Gymnasium.
Luther schlug eine theologische Laufbahn ein. Von 1823 bis 1826 studierte er an der Kaiserlichen Universität Dorpat, 1826/1827 an der Universität Berlin und 1828 an der Universität Heidelberg. Am 5. Dezember 1834 wurde er ordiniert.
Er war Mitglied der Estnischen Bibelgesellschaft und 1842 einer der Gründer der Ehstländischen Literärischen Gesellschaft.
Von 1834 bis zu seinem frühen Tod war Luther als Diakon und Prediger an der Gemeinde der Revaler Nikolaikirche tätig. Er starb 1853 in Reval an der Cholera.

## Nachruf
- Reden zum Gedächtnisz des weiland Herrn Predigers und Diaconus zu St. Nicolai Johann Christian Luther. Reval 1853.